# (9721) Doty
(9721) Doty – planetoida z grupy pasa głównego asteroid okrążająca Słońce w ciągu 3 lat i 158 dni w średniej odległości 2,27 j.a. Została odkryta 14 kwietnia 1980 roku przez Edwarda Bowella. Przed nadaniem nazwy planetoida nosiła oznaczenie tymczasowe (9721) 1980 GB.